# Сігіберт Кульгавий
Сігіберт Кульгавий або Сігіберт Кельнський (д/н — 507/509) — 2-й король Кельна (ріпуарських франків).

## Життєпис
Син короля Хлодебавда. Народився в період між 455 та 469 роками. Посів трон близько 483 року. Відновив мирні стосунки з королями салічних франків, насамперед Хараріхом і Хлодвігом. Але Сігіберт не доєднався до франкської коаліції 484 року, спрямованої проти галло-римського правителя Сіагрія. В цей час головною турботою короля Кельна був захист східних кордонів своєї держави від Алеманського королівства.
У 496 році Сігіберт зазнав нищівної поразки, внаслідок чого втратив значну частину своїх володінь. Король ріпуарських франків звернувся до Хлодвіга, який на той час об'єднав салічних франків, по допомогу. У битві при Толбіаку (неподалік від Кельна) Сігіберт і Хлодвіг завдали відчутної поразки супротивнику, але у бою король Кельна зазнав поранення в коліно, що призвело до кульгавості. Тому Сігіберт дістав відповідне прізвисько. Ця перемога над алеманами, ймовірно, призвела до захоплення ріпуарськими франками області з містом Мец.
У 507 році Сігіберт відправив військо на чолі зі старшим сином Хлодеріхом на допомогу Хлодвігу в його війні з Аларіхом II, королем вестготів, якого було переможено в битві при Вує (біля Пуатьє). Згідно з Григорієм Турським, після перемоги Хлодвіг спонукав Хлодеріха вбити свого батька, що він і зробив на полюванні в Буконському лісі (сучасна земля Гессен, ФРГ). Проте дослідники Годфруа Курт і Жорж Бордоне знаходить невідповідності в оповіданні Григорія Турського і наголошують, що Сігіберт загинув, потрапивши в засідку, без будь-якої участі з боку Хлодеріха. Можливо її організував Хлодвіг або алемани.
Після смерті Сігіберта Кульгавого між 507 та 509 роками (висловлюється також думка, що це могло статися 511 року) його володіння успадкував син Хлодеріх.

## Родина
- Хлодеріх (485—509), король Кельна
- Балдеріх, священник
- Бева, абатиса монастиря Сен-П'єр-ле-Дам в Реймсі